# 3e cérémonie des North Texas Film Critics Association Awards
La 3e cérémonie des North Texas Film Critics Association Awards (NTFCA Awards), a eu lieu le janvier 2008, et a récompensé les films réalisés l'année précédente.

## Palmarès

### Meilleur film
- Juno

### Meilleur réalisateur
(ex æquo)
- No Country for Old Men pour Joel et Ethan Coen
- Juno pour Jason Reitman

### Meilleur acteur
- Daniel Day-Lewis pour le rôle de Daniel Plainview dans There Will Be Blood

### Meilleure actrice
- Elliot Page pour le rôle de Juno MacGuff dans Juno

### Meilleur acteur dans un second rôle
- Javier Bardem pour le rôle d'Anton Chigurh dans No Country for Old Men

### Meilleure actrice dans un second rôle
- Tilda Swinton pour le rôle de Karen Crowder dans Michael Clayton

### Meilleure photographie
(ex-æquo)
- No Country for Old Men – Roger Deakins
- Reviens-moi (Atonement) – Seamus McGarvey

### Meilleur film d'animation
- Ratatouille

### Meilleur film documentaire
- The King of Kong (The King of Kong: A Fistful of Quarters) de Seth Gordon

### Meilleur film en langue étrangère
- Les Cerfs-volants de Kaboul (The Kite Runner) •  États-Unis  Chine  Royaume-Uni  Afghanistan